# New Keepers of the Water Towers
New Keepers of the Water Towers är ett hårdrocksband från Stockholm.
Bandet bildades 2007 av trumslagaren Tor Sjödén och gitarristen/sångaren Rasmus Booberg. 2009 släppte de sitt debutalbum Chronicles på det amerikanska skivbolaget MeteorCity. Skivan består av deras två självfinansierade halvlängdare Chronicles of the Massive Boar (2007) och The Chronicles of Iceman (2008). LP-utgåvan av The Chronicles of Iceman släpptes sommaren 2010 på High Roller Records.
Deras andra studioalbum, The Calydonian Hunt släpptes april 2011 på MeteorCity. Tredje studioalbumet, Cosmic Child, släpptes 2013 på franska skivbolaget Listenable Records.

## Medlemmar
Nuvarande medlemmar
- Tor Sjödén – trummor, bakgrundssång (2009– )
- Rasmus Booberg – gitarr, sång (2009– )
- Victor Berg – gitarr, bakgrundssång (2009– ), basgitarr (2011–2013)
- Björn Andersson – basgitarr (2013– )
- Adam Forsgren – keyboard, sampling (2014– )

Tidigare medlemmar
- Robin Holmberg – basgitarr (?–2011)
- Albin Rönnblad Ericsson – basgitarr (2009–?)

## Diskografi
Studioalbum
- The Calydonian Hunt (2011)
- Cosmic Child (2013)
- Infernal Machine (2016)

Samlingsalbum
- Chronicles (2009) (Chronicles of the Massive Boar (2007) / The Chronicles of Iceman (2008))